# تاكو إيواساكي
تاكو إيواساكي (岩崎琢 إيواساكي تاكو) هو ملحن ياباني ولد في 21 يناير 1968 في طوكيو.

## دراسته
تخرج من جامعة طوكيو للفنون.

## أعماله في الأنمي

### مسلسلات أنمي تلفزيونية
- يوكوهاما كايداشي كيكو
- الآن, أنا الذي يقف هناك
- ويتش هنتر روبن
- المدمر ساداميتسو
- جت باكرز
- R.O.D -THE TV-
- ياكيتاتي!! جابان
- بلاك كات
- إنجل هارت
- بينتشو-تان
- أوبان ستار ريسرز
- كيكايشي
- 009-1
- تنجن توبا جورين لاجان
- بيرسونا ترينيتي سول
- سول إيتر
- الخادم الأسود
- الخادم الأسود 2
- كاتاناغاتاري
- C
- دفتر مذكرات السماء
- بن تو
- يورمنغاند
- يورمنغاند PERFECT ORDER
- مغامرة جوجو الغريبة (الجزء 2)
- غاتشامان كراودز
- غاتشامان كراودز إنسايت
- نوراغامي
- نوراغامي ARAGOTO (بالتعاون مع كايو كونيشي, يوكيو كوندو و ELECTROCUTICA)
- التلميذ المتخلف في ثانوية السحر
- التلميذ المتخلف في ثانوية السحر: الزائرة
- أكامي غا كيل!
- ماجيك كايتو 1412
- بونغو ستراي دوغز
- كواليديا كود
- عوليس: جان دارك و الفارس الخيميائي
- كوب كرافت[3]

### أوفا أنمي
- روروني كينشين: الذكريات
- روروني كينشين: الزمان
- R.O.D -READ OR DIE-

### أفلام أنمي
- أغيتو ذو الشعر الفضي
- تنجن توبا جورين لاجان: فصل جورين
- تنجن توبا جورين لاجان: فصل لاجان
- التلميذ المتخلف في ثانوية السحر الفيلم: الفتاة التي تنادي النجوم
- بونغو ستراي دوغز DEAD APPLE
- سيتي هنتر: شينجوكو برايفت آيز

## أعماله في ألعاب الفيديو
- آيروبيز
- آيروبيز سوبرسونيك

## وصلات خارجية
- تاكو إيواساكي على موقع IMDb (الإنجليزية)
- تاكو إيواساكي على موقع ميوزك برينز (الإنجليزية)
- تاكو إيواساكي على موقع أول ميوزيك (الإنجليزية)
- تاكو إيواساكي على موقع ديسكوغز (الإنجليزية)
- تاكو إيواساكي على موقع قاعدة بيانات الفيلم (الإنجليزية)
- تاكو إيواساكي على موقع ANN person (الإنجليزية)